# Pere de Montcada i de Lloria
Pere de Montcada i de Lloria (~1300- Barcelona, 1352) va ser almirall i procurador reial, senyor de Llagostera i Vilobí d'Onyar. Era el fill petit d'Ot de Montcada i de Pinós, baró d'Aitona, de qui heretà béns del Gironès i la Selva. Fou el pare de Gastó de Montcada i de Lloria. A la mort de Jofre Gilabert de Cruïlles va participar en la Guerra de l'Estret i al maig de 1342 va derrotar una flota musulmana en la batalla d'Estepona.